# Ботанічний сад Першого МДМУ імені І. М. Сеченова

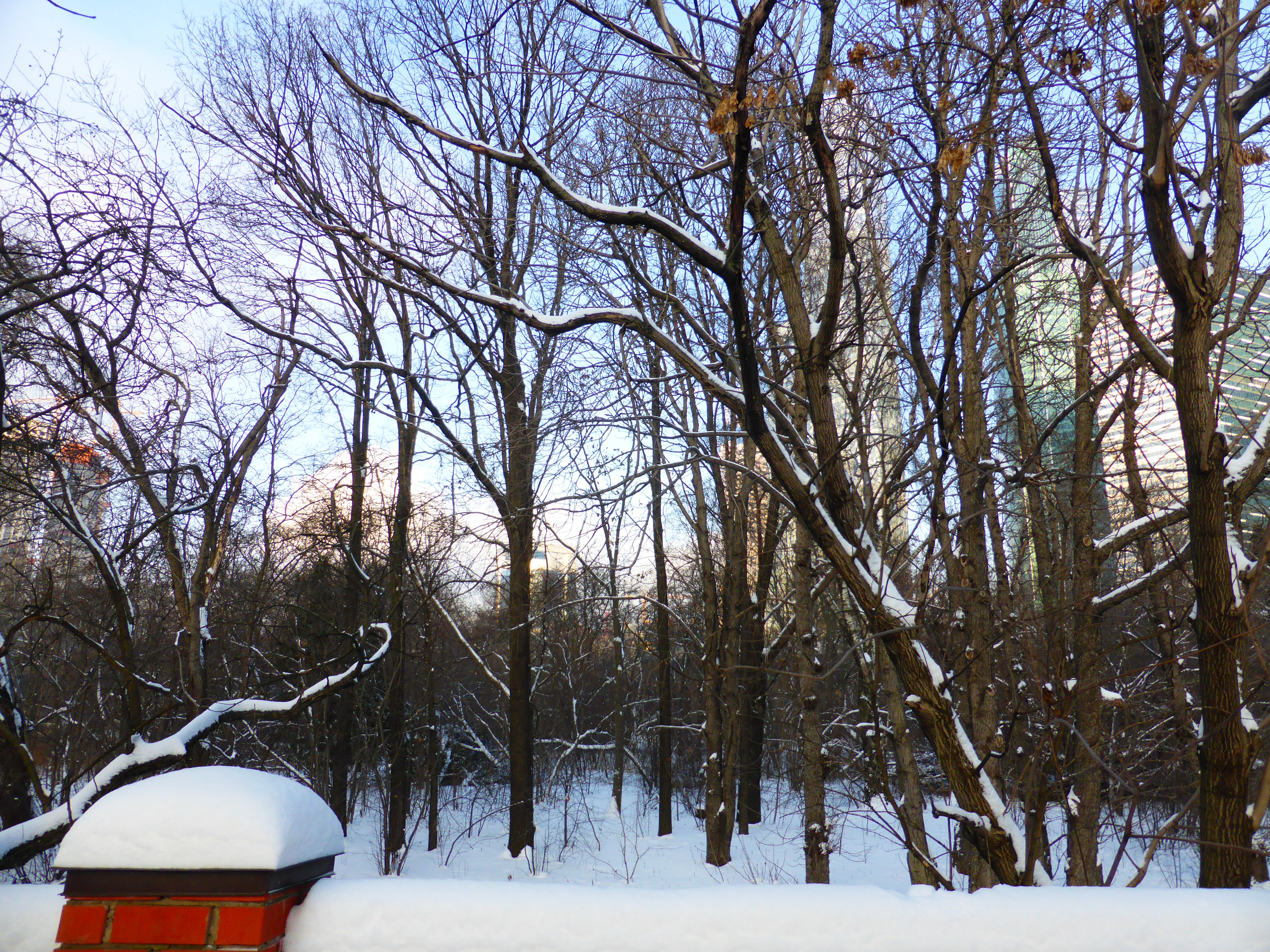
Ботанічний сад взимку

Ботанічний сад Першого МДМУ імені І. М. Сеченова (рос. Ботанический сад Первого МГМУ имени И. М. Сеченова) — ботанічний сад у Москві (Російська Федерація). Розташований на лівому березі Москви-ріки біля станції МЦК «Діловий центр». Заснований 1946 року. Площа саду становить 4,95 га. Ботанічний сад має статус природоохоронної території регіонального значення.

## Історія
Ботанічний сад при Московському фармацевтичному інституті (нині Перший МДМУ ім. І. М. Сеченова) створений 25 вересня 1946 року як база навчальної практики студентів і наукової роботи. Проект саду склав його перший директор Б. М. Гінер спільно з ботаніком В. Н. Ворошиловим. Перші рослини висадили навесні 1947 року. До 1949 року висадили понад 100 видів деревних і чагарникових рослин. У 1950—1960-х роках у ботанічному саду проводили експерименти генетики-селекціонери А. Р. Жебрак і В. В. Сахаров.
2016 року ботанічний сад уперше відкрили для вільного екскурсійного відвідування.

## Опис
Площа території ботанічного саду становить 4,95 га, з яких 2,5 га займає дендрарій. Є також розплідник трав'янистих рослин (0,5 га) та експериментальні ділянки (0,5 га), де ростуть переважно лікарські рослини.
За даними на 2016 рік, у ботанічному саду росте близько 1505 видів рослин, в тому числі рідкісна магнолія японська заввишки 6 метрів. Також зростають такі види, як гінкго дволопатеве, ялиця Маєра, вовчі ягоди, Helleborus orientalis subsp. orientalis, Hydrangea petiolaris та інші.